# Église de Kirkkonummi
L'église de Kirkkonummi (en finnois : Kirkkonummen kirkko) est une église construite à Kirkkonummi en Finlande,

## Galerie

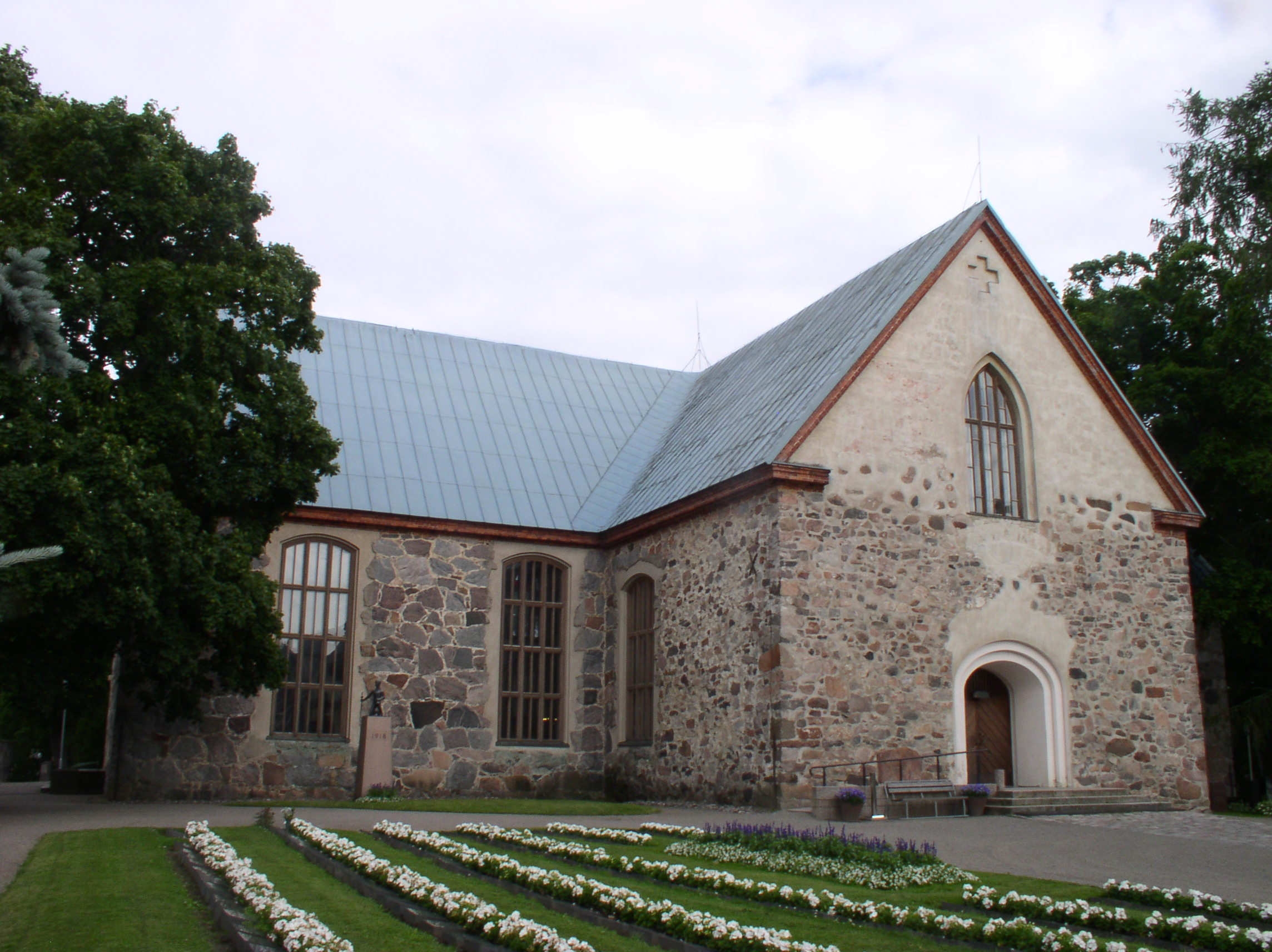
L'entrée.
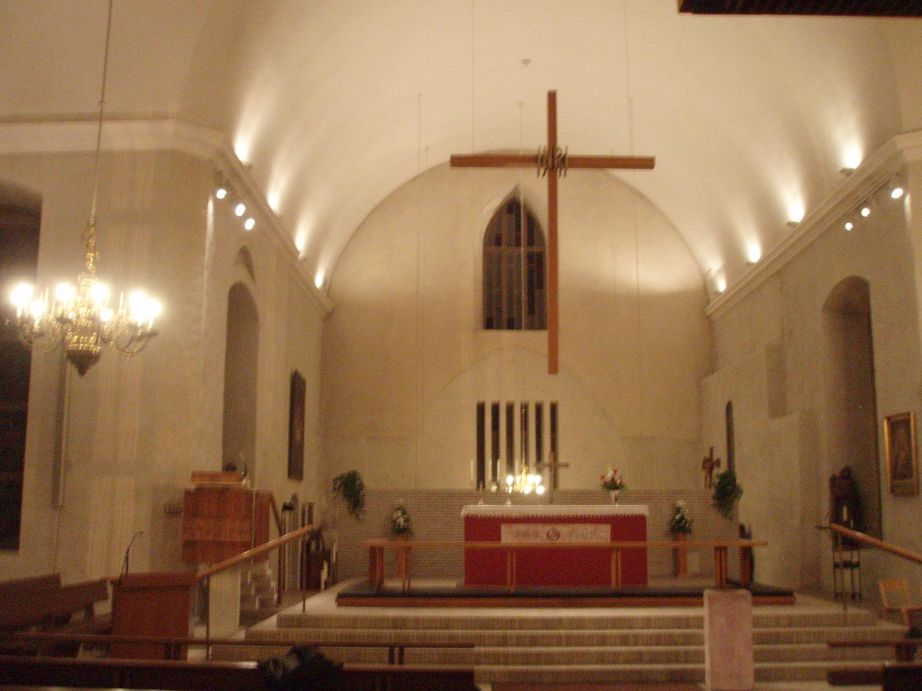
Intérieur rénové par Olof Hansson en 1959.
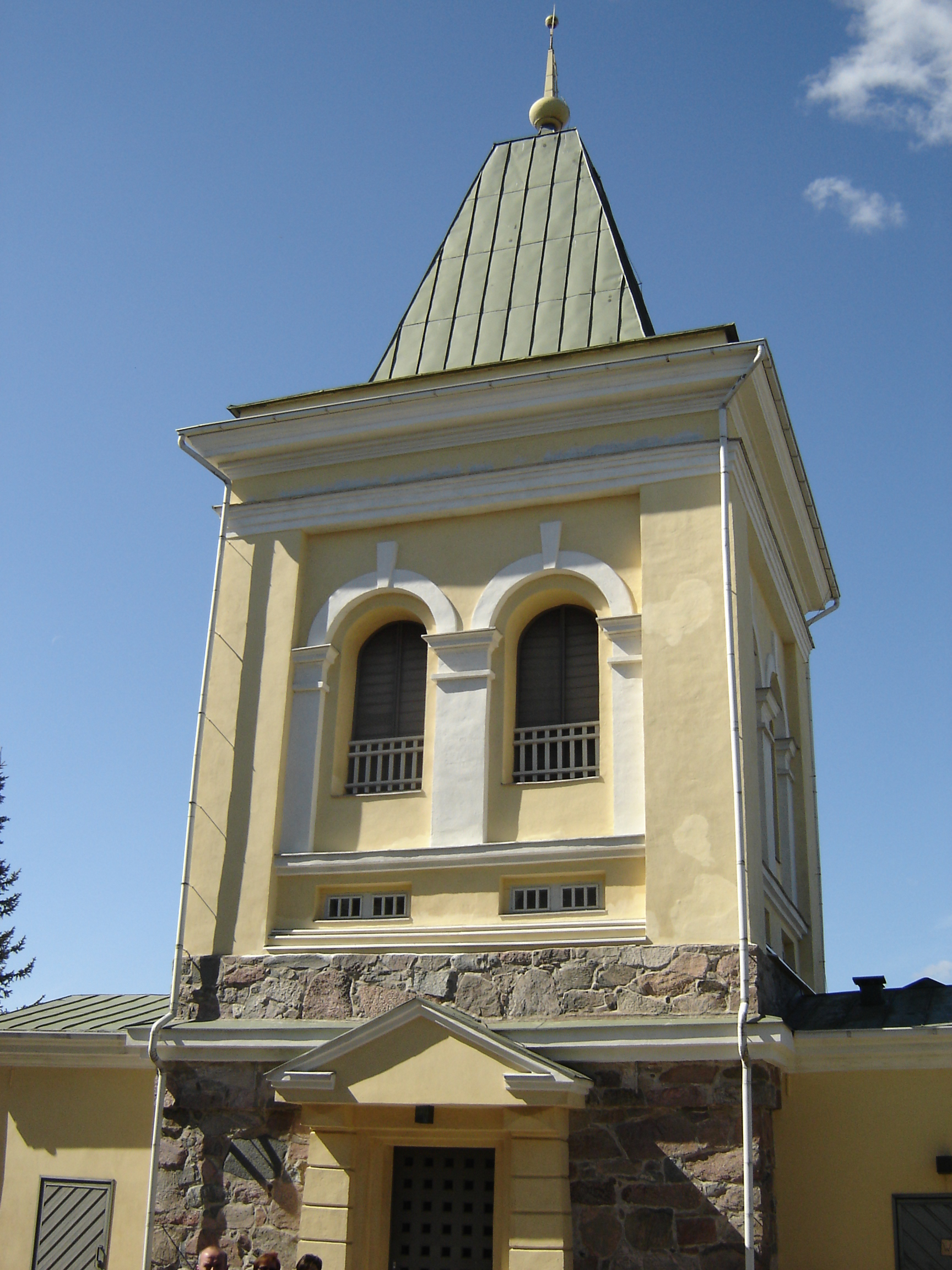
Le clocher.